# Portugal en los Juegos Olímpicos de Sídney 2000
Portugal estuvo representado en los Juegos Olímpicos de Sídney 2000 por un total de 61 deportistas que compitieron en 13 deportes.  
El portador de la bandera en la ceremonia de apertura fue el jugador de vóley playa Miguel Maia.

## Medallistas
El equipo olímpico portugués obtuvo las siguientes medallas:
| Nombre           | Deporte   | Competición |
| ---------------- | --------- | ----------- |
| Oro              |           |             |
| —                |           |             |
| Plata            |           |             |
| —                |           |             |
| Bronce           |           |             |
| Fernanda Ribeiro | Atletismo | 10 000 m F  |
| Nuno Delgado     | Judo      | –81 kg M    |